# Dolichovespula adulterina
Dolichovespula adulterina – gatunek owada z rodziny osowatych (Vespidae), o holarktycznym i częściowo orientalnym zasięgu występowania.
Bardzo podobna do osy saksońskiej, której jest pasożytem – przepędza lub zabija królową, po czym przejmuje kontrolę nad kolonią i składa swoje jaja. Osiąga do 17 mm długości. Występuje w Europie, Azji oraz w Ameryce Północnej.